# Dmitry Markov
Pour les articles homonymes, voir Markov.
Ne doit pas être confondu avec Dmitri Markov.
Dmitry Markov (en russe : Дмитрий Марков) est un travailleur social, photographe documentaire et journaliste soviétique puis russe, né le 23 avril 1982 à Pouchkino (république socialiste fédérative soviétique de Russie, URSS) et mort le 16 février 2024 à Pskov en Russie.

## Biographie
Dmitry Markov naît le 23 avril 1982 à Pouchkino (république socialiste fédérative soviétique de Russie, URSS). Il grandit dans une famille ouvrière. Gamin des rues et toxicomane, il écrit à seize ans un article pour un journal local, sur ses amis qui consomment de l’héroïne, et se découvre ainsi la passion du journalisme,.
Il étudie la philologie, mais en troisième année quitte l'université pour un poste de journaliste à plein temps. Il travaille pendant quatre ans pour l’hebdomadaire russe Argumenty i Facty.
Il quitte sa ville natale, pour la région de Pskov et travaille pendant huit ans comme éducateur auprès d’enfants handicapés dans un orphelinat situé dans la région de Pskov, dont il raconte le quotidien sur son blog. En 2009, il lance un projet de village d’enfants.
Depuis 2013, il publie des photographies prises avec son téléphone mobile sur son compte Instagram, et acquiert très vite une grande notoriété. Il est récompensé par de nombreux prix et bourses photographiques. En 2015, il obtient une bourse qui lui permet de continuer à documenter sur les laissés pour compte du système.
Dmitry Markov est récompensé par la bourse Getty Images Instagram en 2015 et choisi en 2016 par Apple pour sa campagne publicitaire Pris avec un iPhone. Il publie sa première monographie, #draft, en 2018.
Le 2 février 2021, alors qu’il proteste devant le tribunal municipal de Moscou où comparaît l’activiste anti-corruption russe Alexeï Navalny, Dmitri Markov est brièvement arrêté par la police. 
Au cours de sa garde à vue, il prend une photo d’un policier anti émeute assis devant le portrait de Vladimir Poutine, qui devient virale en la diffusant sur son compte Instagram qui est suivi à cette date par 832 000 abonnés. Le seul tirage signé de cette photographie est vendu aux enchères sur Facebook pour deux millions de roubles. Le produit de la vente a été remis à deux associations de défense des prisonniers politiques.
Markov vit à Pskov, dans l’ouest du pays, à la frontière de l’Estonie où, quand il ne photographie pas, il fait du bénévolat dans le domaine social. 
Dmitry Markov meurt le 16 février 2024 à Pskov, à l’âge de 41 ans,, le même jour qu’Alexeï Navalny. Les causes de sa mort ne sont pas connues.
Le metteur en scène russe Kirill Serebrennikov dit à son sujet « C’était un “Cartier-Bresson russe” (…) Il a pu capturer l’âme du peuple, leur ADN. Si vous voulez comprendre les Russes, vous devriez regarder les photos de Dima Markov. ».

## Expositions personnelles et collectives
Liste non exhaustive
- 2018 : Hope, une perspective collaborative, Fondation Manuel Rivera-Ortiz, Rencontres de la photographie d'Arles.
- 2018 : Paris Photo, à la galerie du Jour - agnès b.
- 2019 : Galerie boutique agnès b, Howard Street, New York[18].
- 2019 : Les Étoiles Rouges. Galerie Sauvage, Arles.
- 2022 : L’enfance dans la collection d’agnès b., La Fab, Paris[19]
- 2022 : Réflexivité(s), La Fruitière numérique, Lourmarin, du 14 au 31 juillet 2022[20]

## Prix et distinctions
- 2006 : Grand Prix Silver Camera Award
- 2009 : PhotoPhilanthropy Activist Award
- 2010 : Lumix Festival for Young Photojournalism Award
- 2011 : PHE OjodePez Award for Human Values.
- 2011 : Catchlight Activist Award pour sa série Gray Brick Road [21].
- 2015 : Bourse Getty Images-Instagram[7].

## Publications
- #draft , éditions TreeMedia, 2018, 204 p.  (ISBN 9789526850665)[2]
- Cut off, musique Aries Mond, Iikki Books, 2019, 96 p. Tirage limité à 500 exemplaires,  (ISBN 978-2-9557953-7-8)[8]
- Russia Squared, Moscou, TreeMedia, 2021, 206 p. (ISBN 9789526946764)[22]